# قناطر أسيوط

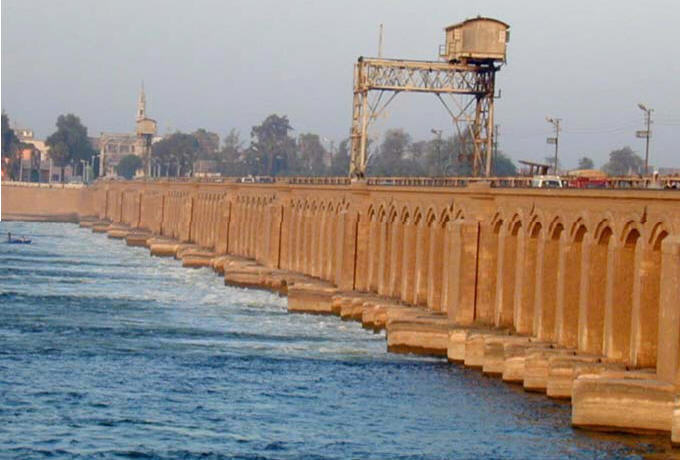
قناطر أسيوط تم تشييدها عام 1902

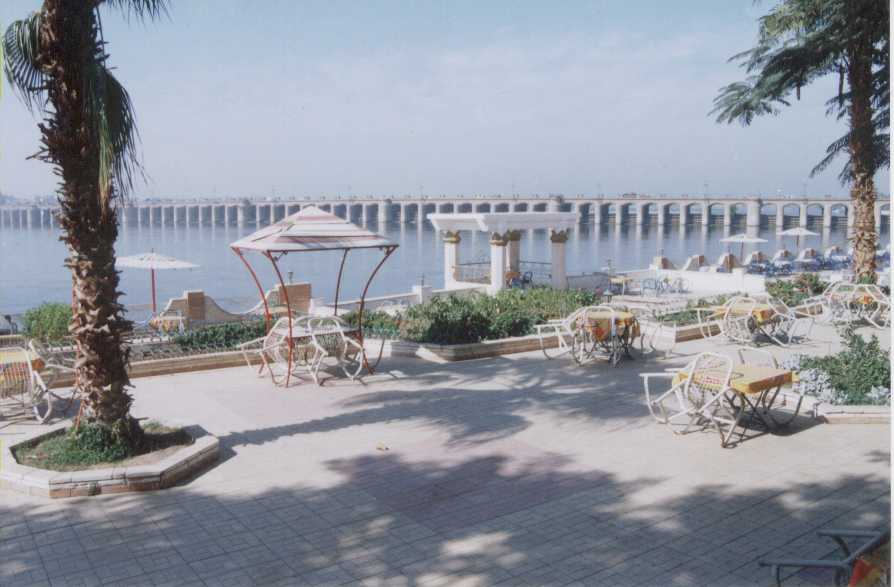
خزان أسيوط

قناطر أسيوط هي مجموعة سدود على نهر النيل في مدينة أسيوط بصعيد مصر ( 375 كيلومتر إلى الجنوب من القاهرة). صممها المهندس البريطاني الشهير السير ويليام ويل كوكس وهو الذي صمم أيضاً وبنى سد أسوان.
شيد سد أسيوط بين عامي 1898 و 1903 على نهر النيل، وعلى بعد 350 ميلاً تقريباً (560 كم) أسفل التيار القادم من سد أسوان. شيد السد من أجل تحويل مياه النهر إلى المياه المنخفضة في أكبر قناة للري في مصر، ترعة الإبراهيمية.

## التكلفة
قُدِرَت تكلفة السد تقريباً 525,000 جنيه استرليني ولكن بحلول موعد استكماله فعلاً بلغ تكلفته 870,000 جنيه استرليني. كان المقاول الرئيسي للمشروع هوالمقاول البريطاني شركة ميسرز وآيرد

## الإنشاء
وتم استخدام مخزون هائل من الأعمال الترابية للمشروع تُقدر بـ 2,400,000 متر مكعب، و125,000 متر مكعب من الخرسانة، و85000 متر مكعب من أعمال البناء(الطوب والحجر)، و125,000 متر مكعب من القار وأكثر من 4,000 طن من أنابيب الحديد.

## الوصف
السد يتكون من هيكل حجري/طوبي على ارتفاع 2,769 قدم (844 م) ويمتد على كلا الجانبين على سنود ترابية، يبلغ الطول إجمالي 3937 قدم (1,200 م) تقريباً. هناك 111 فتحة مقوسة من 5 متر (16 قدم 4 بوصة) في السد. يمكن إغلاقها عن طريق بوابات (الهويس) والتي تبلغ 16 قدماً (4.9 متر) ارتفاع.